# 卡斯泰阿鲁伊
卡斯泰阿鲁伊（法語：Castet-Arrouy，法語發音：[kastɛ aʁwi]）是法国热尔省的一个市镇，位于该省北部偏东，属于孔东区和热尔洛马涅市镇公共社区。

## 地理
卡斯泰阿鲁伊（43°58'47"N, 0°42'57"E）面积8.04 平方千米，位于法国奧克西塔尼大區热尔省，该省份为法国西南部内陆省份，北起顺时针与洛特-加龙省、塔恩-加龙省、上加龙省、上比利牛斯省、大西洋比利牛斯省和朗德省接壤。
与卡斯泰阿鲁伊接壤的市镇（或旧市镇、城区）包括：莱克图尔、米拉杜、普略、圣梅尔。
卡斯泰阿鲁伊的时区为UTC+01:00、UTC+02:00（夏令时）。

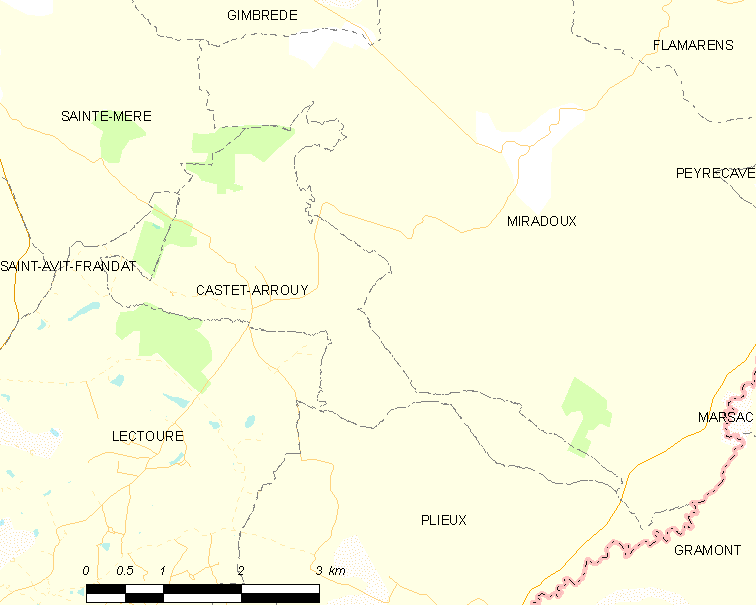
卡斯泰阿鲁伊的OSM定位图

## 行政
卡斯泰阿鲁伊的邮政编码为32340，INSEE市镇编码为32085。

## 政治
卡斯泰阿鲁伊所属的省级选区为莱克图尔-洛马涅县。

## 交通
热尔省省道D23线、D218线和D245线在卡斯泰阿鲁伊市中心交汇。

## 人口

1962-2008年间卡斯泰阿鲁伊人口变化图示

卡斯泰阿鲁伊于2022年1月1日时的人口数量为174人。